# Europaeum (Regensburg)
Das Europaeum ist das Ost-West-Zentrum der Universität Regensburg. Es wurde als Zentrale Einrichtung im November 2000 gegründet und ist eine konsequente Reaktion auf den Gründungsauftrag der Universität Regensburg, nämlich eine Brücke zwischen dem östlichen und westlichen Europa zu sein.

## Aufgaben
Zu den Hauptaufgaben des Europaeum gehört zum einen die fakultätsübergreifende Koordinierung sämtlicher Aktivitäten zu Mittel-, Ost- und Südosteuropa in Lehre und Forschung an der Universität Regensburg und zum anderen generell die Förderung des Dialoges zwischen dem östlichen und westlichen Europa innerhalb sowie auch außerhalb der Universität.
Konkret berät und informiert das Europaeum Studierende, Lehrende und Forschende über europabezogene Projektausschreibungen, Studien- und Forschungsstipendien, Forschungsaktivitäten sowie aktuelle Veranstaltungen an der Universität. Es initiiert auch selbst zahlreiche Projekte und Programme, die einen Beitrag zur Förderung des Dialoges zwischen dem östlichen und westlichen Europa leisten. Aufgrund seiner zahlreichen Kontakte nach Mittel-, Ost- und Südosteuropa entwickelt sich das Europaeum mehr und mehr zu einer Drehscheibe zwischen Ost und West. Diesem Zweck dient auch der am Europaeum beheimatete internationale und interdisziplinäre Masterstudiengang „Ost-West-Studien“, der Studierende aus Ost und West einlädt, ihre jeweilige Kultur aus unterschiedlichen fachlichen Perspektiven zu untersuchen und zu vergleichen.

## Wichtige Programme

### Masterstudiengang „Ost-West-Studien“
Der Dialog der Kulturen erfordert durch das Zusammenwachsen von Ost- und West innerhalb Europas – insbesondere nach der Osterweiterung der Europäischen Union 2004 und 2007 – besondere Fähigkeiten und Qualifikationen, die innerhalb einer einzigen Wissenschaftsdisziplin kaum vermittelt werden können. Erst die Kenntnis mehrerer Fachgebiete sowie vernetztes Denken und Handeln erlauben es, die komplexen Beziehungen zwischen den östlichen und westlichen Kulturen und Gesellschaften sachgemäß zu beurteilen.
Der Masterstudiengang Ost-West-Studien trägt diesen Erfordernissen Rechnung. Im Zentrum stehen die Ost-West-Beziehungen innerhalb Europas.

### Landeskundliche Tandems
Ein landeskundliches Tandem findet immer zwischen Studierenden zweier Universitäten aus unterschiedlichen Ländern statt. Teilnehmen können Studierende aller Fachrichtungen. Eine Tandem-Einheit umfasst zwei Teile: den Besuch und den Gegenbesuch. Die Studierenden haben innerhalb eines Tandems die Aufgabe, mit ihren Tandempartnern zu landeskundlichen Themen, auf die sie sich im Vorfeld verständigt haben, zu recherchieren. Bei diesen Recherchen vor Ort, im Ausland, sind die Tandempartner viele Stunden am Tag unterwegs, sammeln Material und werten es gemeinsam aus. Zahllose Kontakte über die Grenzen hinweg werden geknüpft. Die Themen sind so vielfältig wie die jeweiligen Städte und Länder: Sie reichen von religiösem Leben, Ökologie und Unternehmenskultur über Fragen zum Gesundheits- und Bildungssystem bis hin zu Lebensgestaltung und Formen des kulturellen Lebens. Der Besuch von Kindergärten, Schulen, Altenheimen und Wasserwirtschaftsämtern gehören beispielsweise ebenso zum Programm wie das Gespräch mit Geistlichen, Managern oder Filmregisseuren.
Entscheidend ist jeweils der fremde Blick, aus dem die jeweiligen Kulturen vergleichend erfasst werden. Die Studierenden sind in ständigem direkten Kontakt mit dem Tandempartner, den Menschen und der Alltagskultur des besuchten Landes. Dieses tiefe Eintauchen in die andere Gesellschaft stellt sich bei Sprachkursen oder touristischen Aufenthalten nicht in derselben Intensität ein.
Alle Studierenden, die bisher an landeskundlichen Tandems mit Universitäten in Ungarn, Tschechien, Russland, Polen und der Ukraine teilgenommen haben, unterstreichen begeistert die darin gewonnenen Erfahrungen mit anderen Ländern. Die meisten der Teilnehmer stehen noch nach Jahren in persönlichem Kontakt mit ihren ausländischen Tandempartnern. Eine beachtliche Zahl dieser Studierenden hat sich nach der Teilnahme an einem landeskundlichen Tandem für einen mehrmonatigen Studienaufenthalt an der jeweiligen ausländischen Partneruniversität entschieden.

### Das Secondos-Programm
Das Europaeum bietet seit dem Wintersemester 2009/10 das Secondos-Programm für Studierende mit einem biografischen oder anderweitig engen Bezug zu Mittel-, Ost- und Südosteuropa an. „Secondo“ ist ein in der Schweiz gebräuchlicher Begriff und bezeichnet die in der zweiten bzw. weiteren Generation befindlichen Nachkommen von Zuwanderern. Die wichtigsten Bestandteile des Secondos-Programms sind der Besuch von Sprachkursen in der Herkunftssprache an der Universität Regensburg und ein ein- oder zweisemestriger Auslandsaufenthalt an einer Partneruniversität im Herkunftsland.